# Eunidia multinigromaculata
Eunidia multinigromaculata es una especie de escarabajo longicornio del género Eunidia, subfamilia Lamiinae, tribu Eunidiini. Fue descrita científicamente por Breuning en 1967.
El período de vuelo ocurre en los meses de febrero y noviembre.

## Descripción
Mide 6-10 milímetros de longitud.

## Distribución
Se distribuye por Camerún y Costa de Marfil.